# 韦拉 (阿尔代什省)
韦拉（法語：Veyras）是法国阿尔代什省的一个市镇，位于该省中部，属于普里瓦区。市镇面积为7.76 平方千米平方公里，2022年1月1日时的人口数量为1504人。
韦拉位于省会普里瓦市区以西，是普里瓦的一个卫星城，属于普里瓦城市区和普里瓦-中部阿尔代什城市圈公共社区。

## 地理
韦拉位于法国东南部，奥弗涅-罗讷-阿尔卑斯大区南部和阿尔代什省中部，维瓦赖山区腹地，梅扎永河畔，距离省会普里瓦大约4公里。与韦拉接壤的市镇包括：克雷塞耶、利亚斯、普谢尔、普朗勒、普里瓦、圣普列斯特。

## 政治
现任韦拉市长为阿兰·卢什先生（Alain Louche），为社会党的一名成员，自2014年起担任。在2017年法国总统大选中，法国第25任总统埃马纽埃尔·马克龙在韦拉获得了73.2%的支持率。

## 人口
韦拉人口变化图示
| 数据来源：INSEE |